# الملكة الأرملة

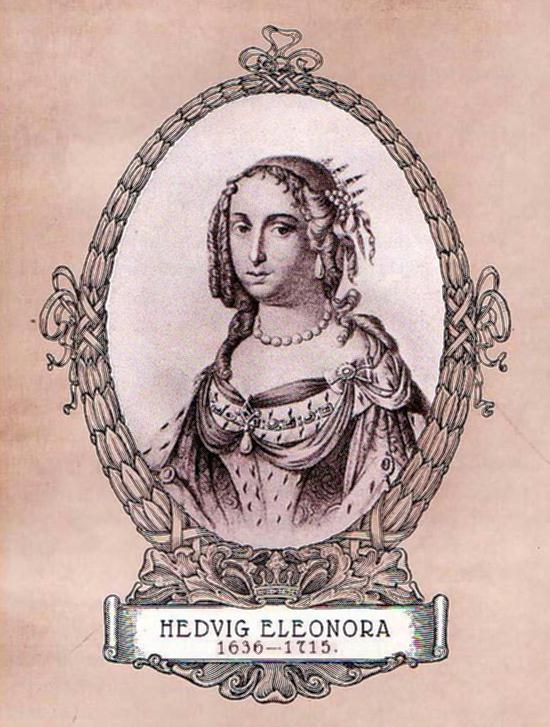

الملكة الأرملة أو الملكة الأم (قارن: الأميرة الأرملة أو الأميرة الأم) هي العنوان أو الوضع الذي يعقد عادة من قبل أرملة الملك. في حالة أرملة الامبراطور، يتم استخدام عنوان الامبراطورة الارملة. معناها الكامل هو واضح من الكلمتين التي تألف منها: ملكة تشير شخص الذي شغل منصب عقيلة ملك، بينما تدل الارملة على الامرأة التي تحمل لقب من زوجها المتوفى. (الملكة التي تحكم حق بلدها وليس بسبب الزواج من ملك تسمى الملكة الحاكمة) حالياً هناك اثنان من الملكات الأرامل: نور الحسين من الأردن و هالافاليو ماتآهو من تونغا. كانت الملكة راتنا في مملكة النيبال ملكة أرملة وملكة أم حتى إلغاء النظام الملكي في نيبال عام 2008.